# Lugalzaguesi
Lugalzaguesi ou Lugalzaguisi[a] foi um nobre sumério de meados do século XXIV a.C. (cronologia média) ou inícios do século XXIII a.C. (cronologia curta) que atuou como governante da cidade de Uma e mais tarde tornar-se-ia rei da Suméria com sede em sua capital em Uruque. Foi o único membro da terceira dinastia de Uruque e teria governado o país por por 25 ou 34 anos (dependendo da interpretação da lista real suméria) antes de ser derrotado em batalha pelo rei Sargão I, que conquistou a Suméria e incorporou-a ao Império Acádio.

## Vida

### Origens e conflito com Lagaxe
Lugalzaguesi era filho do rei U'u de Uma e bisneto de Il, que havia usurpado o trono de Urluma após sua derrota na Batalha do Campo Uguiga. Antes de suceder seu pai, serviu como um importante sacerdote de Nisaba, deusa patrona de Uma. Conforme descrito por sua principal inscrição e na lista real suméria, foi rei de Uruque, porém a data e a forma como adquiriu o trono são incertas. William J. Hamblin postulou, considerando a passagem "criado por Ninguirim, mestra de Uruque", que ele poderia ter tido uma íntima relação com a cidade desde sua infância e que sua subida ao trono deu-se através de casamento ou algum meio pacífico em vez de uma conquista militar.
Em data desconhecida, Lugalzaguesi tomou a cidade de Ur. Ur, por iniciativa de seus reis anteriores, havia conquistado boa parte da Suméria, e ao ser incorporada ao Reino de Uruque, deu a Lugalzaguesi controle do país, exceto os domínios de Lagaxe-Guirsu, então controlados por Urucaguina, e para onde ele voltou sua atenção. É possível inferir, tendo em vista esse cenário, que o "rei de Uruque" mencionado em inúmeros nomes dos anos e na inscrição de Urucaguina como sitiando Lagaxe e Guirsu possa ser Lugalzaguesi. Segundo a descrição numa inscrição fragmentada, suas campanhas iniciais foram mal-sucedidas:
| “ | Ele [Lugalzaguesi] sitiou Guirsu. Uruininguina (Urucaguina) confrontou-o e [repeliu-o] na muralha [de Guirsu]. [...] Ele [Lugalzaguesi] retornou para sua cidade [Uma], mas veio uma segunda vez [para atacar Guirsu]. | ” |

Os nomes dos anos também mencionam ao menos três cercos fracassados contra Lagaxe empreendidos pelo "rei de Uruque". Apesar disso, em ca. 2340/2 335 a.C. (cronologia média), em circunstâncias desconhecidas, Lugalzaguesi infligiu uma derrota esmagadora contra Lagaxe, que foi saqueada e destruída. A destruição final da cidade foi descrita de forma poética no lamento dum sacerdote local:
| “ | O líder de Uma ateou fogo no Equibira [templo]. Ateou fogo no Antasura [templo] e saqueou seus preciosos metais e lápis-lazúli. Saqueou o palácio de Tiraxe, saqueou o Abzubanda [templo], saqueou as capelas de Enlil e Utu [deuses]. Saqueou o Auxe [templo] e levou consigo seus metais preciosos e lápis-lazúli. [...] O líder de Uma, por ter destruído Lagaxe, pecou contra Ninguirsu! Possa a mão que usou contra ele [o deus] ser cortada! Uruininguina, rei de Guirsu, cometeu pecado algum! Possa Nisaba, a deusa de Lugalzaguesi, governante de Uma, lançar este pecado em sua cabeça! | ” |

#### Consolidação e expansão
Com as riquezas e escravos obtidos em Lagaxe, Lugalzaguesi fortaleceu seu exército e empreendeu uma série de expedições militares bem-sucedidas pelas próximas duas décadas que ainda reinaria. Para William J. Hamblin, caso ainda não tivesse se tornado rei de Uruque em 2 335 a.C., certamente que o foi alguns anos depois dessa data, com esta cidade se tornando sua capital e com ele se apresentando principalmente como "rei de Uruque". Além disso, após a conquista da última cidade-Estado independente da Suméria, ele pôde reclamar o título de alto rei de Quixe, um reino situado mais ao norte:
| “ | Quando [o alto deus] Enlil, rei de todas as terras, deu a Lugalzaguesi a realeza de toda a nação [Suméria], [Enlil] dirigiu todos os olhos [dos outros governantes do] país em direção a ele [Lugalzaguesi, em obediência], colocou todas as terras aos seus pés [em submissão], de leste a oeste os fez subjugados a ele. | ” |

Mais adiante nesta inscrição, presente em mais de 50 vasos de pedra dedicados no Ecur (Santuário de Enlil) em Nipur, há uma lista de cidades sumérias conquistadas e/ou Estados vassalos, inclusive Uruque, Ur, Larsa, Uma, Zabala, Cidinguir e Nipur; Lagaxe e Guirsu não constam na lista, algo visto por Hamblin como indicativo do descontentamento destas pela devastação causada.[b] Como forma de consolidar o controle sobre seus domínios, Lugalzaguesi posteriormente começou a distribuí-los a governantes locais que a partir de então se tornavam seus governadores dependentes, lançando as bases administrativas do nascente reino.
Com a Suméria completamente assegurada, Lugalzaguesi virou sua atenção para os territórios falantes de semítico ao norte, onde teria alegadamente realizado campanhas ao longo dos rios Tigre e Eufrates:

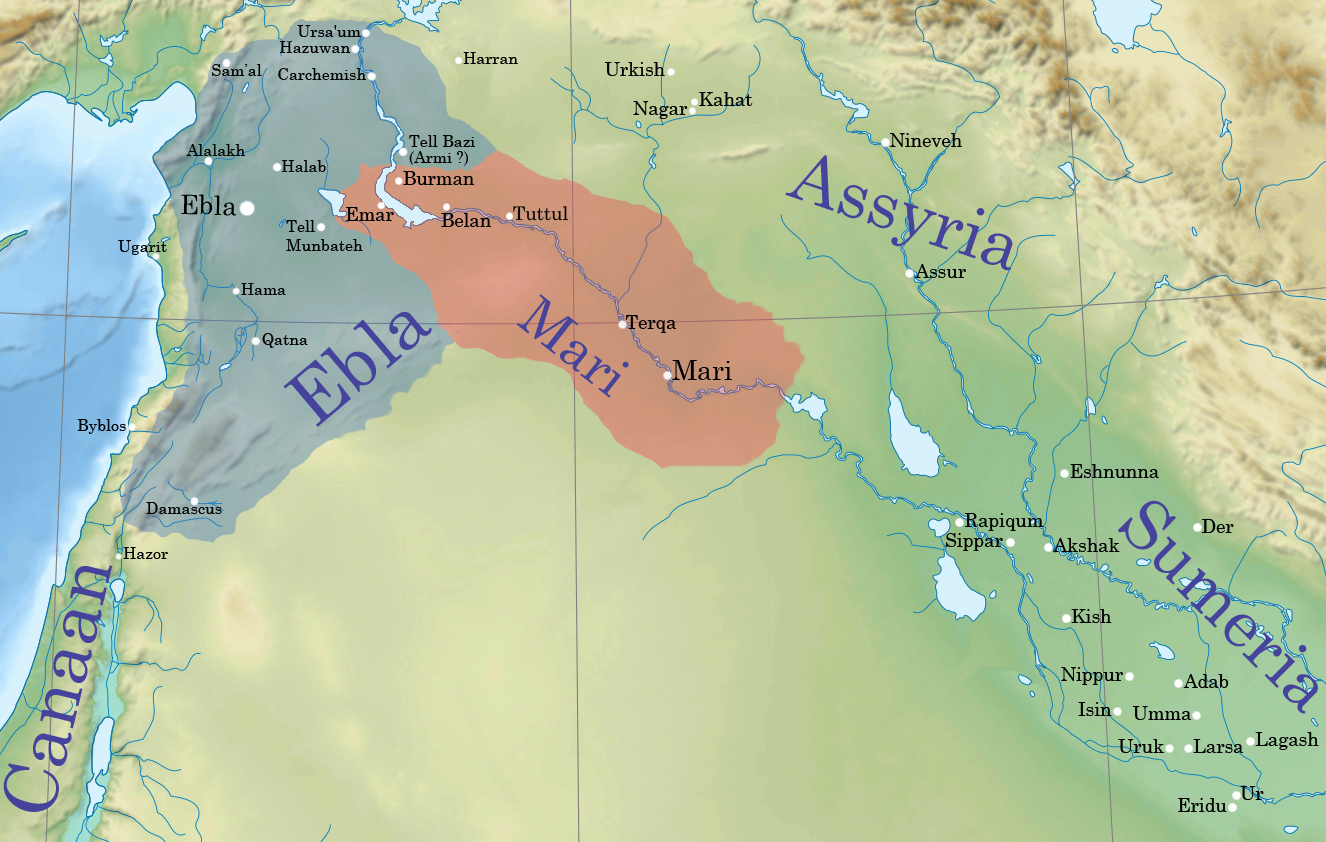
Segundo Reino de Mari e Primeiro Império Eblaíta, contemporâneos de Lugalzaguesi

| “ | Então, do Mar Inferior (Golfo Pérsico), junto do Tigre e Eufrates para o Mar superior (Mediterrâneo), ele [o deus Enlil] colocou suas rotas em boa ordem para [os exércitos de Lugalzaguesi marcharem e para comunicação e comércio]. Do leste para oeste Enlil consentiu-o rival algum; sob ele as terras repousaram contentemente, o povo fez festa, e os suseranos da Suméria, e os governantes de outras terras concederam suserania a ele [Lugalzaguesi] em Uruque. | ” |

Mario Liverani, ressaltando que ele certamente não controlava o Diala, a Mesopotâmia Central, Susiana e o curso médio dos rios Eufrates e Tigre, considerou que tal afirmação poderia aludir a expedições futuras, uma expedição realizada por ele em pessoa ou através de seus enviados ou então a alianças militares e/ou econômicas com outros Estados não conquistados como Mari, Ebla, Quixe e Nagar. Esta posição também é defendida por Harriest E. W. Crawford, que considerou o episódio meramente uma expedição bem-sucedida ao norte. Para Hamblin, contudo, existe sim a possibilidade duma expansão ao norte e a inexistência de evidência substancial talvez seja resultado da derrocada de Lugalzaguesi em sua guerra com a Acádia antes de poder consolidar seus novos domínios. Um dos elementos por ele apresentados é um saque a Mari ocorrido pelo período e que poderia estar relacionado, uma teoria igualmente defendida Margaret S. Drower.

#### Guerra com Sargão I

Império Acádio no fim do século XXIV a.C.

Segundo a inscrição cuneiforme A Lenda de Sargão que narra a vida do rei acadiano Sargão I, em dado momento, quando ainda era copeiro em Quixe do rei Urzababa, Sargão I foi enviado com uma carta à corte de Lugalzaguesi na qual Urzababa solicitava ao rei de Uruque que o assassinasse. O futuro monarca, contudo, leu a informação contida na carta e conseguiu salvar-se do destino que lhe fora reservado. Mais adiante, Sargão I tornar-se-ia governador da Acádia, talvez nomeado pelo próprio Urzababa. Nessa posição, ele rebelou-se contra a autoridade de Urzababa, provavelmente em reação ao enfraquecimento desse reino nas guerras contra Lugalzaguesi, e entre 2334 e ca. 2 320 a.C. ocupou-se com sua luta por independência e proeminência na Mesopotâmia Central.
Nessa luta pela supremacia, Sargão conseguiu derrotar os governantes subsequentes de Quixe até finalmente conquistar a própria cidade. Apesar desse sucesso, Hamblin especula que de algum modo Sargão I era vassalo de Lugalzaguesi, que à época estava realizando suas expedição pelo Tigre e Eufrates. Nessa lógica, a conquista de Quixe poderia ter parecido, aos olhos de Lugalzaguesi, uma situação atípica onde um vassalo adquiriu muito poder para si, o que levaria-os a um conflito aberto. Na decorrente Batalha de Uruque de ca. 2 316 a.C., Sargão derrotou o exército sumério, incluindo 50 governadores de Lugalzaguesi; alguns autores sugerem que uma das causas da derrota do exército sumério foi a deserção de alguns dos governadores no momento decisivo da batalha.
Sargão alegaria numa inscrição ter pessoalmente capturado o rei Lugalzaguesi e o levado preso a correntes em triunfo à Porta de Enlil em Nipur:
| “ | Sargão, rei da Acádia, camareiro da deusa Istar, rei do mundo, sacerdote anunciado do deus Anum, senhor da terra, governador [sobre a Terra] para o deus Enlil, foi vitorioso sobre Uruque em batalha, conquistou 50 governadores com a divina maça do deus Ilaba, bem como a cidade de Uruque, e destruiu as muralhas [de Uruque]. Além disso, ele capturou Lugalzaguesi, rei de Uruque, em batalha [e] levou-o ao portão do deus Enlil numa parelha. | ” |

Sargão exibiu-o diante do Ecur de Nipur como demonstração da transferência da autoridade dele para Sargão e obrigou-o a assistir a construção duma estela celebrando a vitória dos acádios. Seu destino depois disso é incerto, sendo possível que tenha sido executado como tornar-se-ia costume entre os reis da Acádia.

## Legado
O historiador Harriest E. W. Crawford considera que a inscrição de Lugalzaguesi "marca a primeira vez que um príncipe sumério reivindicou ter chegado àquilo que era, para eles, a fronteira ocidental do mundo". Para C. J. Gadd "um prospecto mais amplo do que a dominação local foi aberto com Lugalzaguisi; numa passagem marcante de importância inconfundível, de formulação ligeiramente obscura, ele proclamou que não apenas tinha o deus lhe dado a realeza sobre 'a terra' (kalam, i.e. Suméria), e 'dirigiu o olho da terra sobre ele', mas também que ele 'tinha rendido as terras estrangeiras (kur-kur) à vassalagem ao seu pé, e do sol nascente ao poente ele tinha inclinado o pescoço (de todos) para ele [Lugalzaguesi] [...] Se por não mais que um ataque vigoroso, Lugalzaguisi saiu daqueles limites além dos quais as crônicas sumérias não tinha olhado, e mostrou o caminho para um novo mundo para seu sucessor conquistar."
Para William J. Hamblin, as campanhas de Lugalzaguesi para unificação da Suméria pavimentaram o caminho para a ascensão de Sargão I que, aproveitando-se do desgaste militar das cidades-Estado sumérias, pôde conquistar o país inteiro apenas derrotando Lugalzaguesi numa grande batalha. Para C. J. Gadd "a queda de Lugalzaguisi e de sua [intitulada] terceira dinastia de Uruque marca não somente uma transição ordinária na lista real, mas a quebra foi mais ampla e muito mais significativa que antes. Ela marca uma completa mudança de interesse, e com a máxima nitidez ela termina uma era. O Período Dinástico Antigo está acabado, e após ele a imagem da história babilônica muda. A clivagem é aparente em quase todos os aspectos da civilização. Pela primeira vez outro elemento assumiu o poder e impôs sua língua nos registros oficiais e privados. Uma época de pequenos Estados locais foi sucedida pela criação de um domínio amplo, que dai em diante permanece, com lapsos intermitentes, o padrão da história política na Ásia Ocidental até o fim do Império Persa."